# ژان توران
ژان توران (فرانسوی: Jean Tourane‎؛ ۱۹۱۹–۱۹۸۶) کارگردان فیلم و سیاستمدار اهل فرانسه بود.
او مدتی هم شهردار «سن ژامه لو گایار» در شهرستان اسون بود.
از فیلم‌ها یا مجموعه‌های تلویزیونی که وی در آن‌ها نقش داشته است، می‌توان به ماجراهای ساتورنن و تربیت احساساتی اشاره نمود.